# Carlos Restrepo Isaza
Carlos Alberto «Piscis» Restrepo Isaza (Medellín, Antioquia, 5 de marzo de 1961) es un entrenador colombiano. Actualmente no dirige a ningún club.

## Biografía
Nació el 5 de marzo de 1961 en Medellín, Antioquia, Colombia. A nivel juvenil jugó para las divisiones menores del Atlético Nacional y Deportivo Independiente Medellín, además formó parte de la Selección de fútbol de Antioquia. Está casado con Ángela María Uribe y tienen tres hijos, Juanita, Felipe y Camilo.
No tuvo la oportunidad de jugar el deporte profesional debido a una lesión, así que comenzó su carrera como entrenador a los 20 años. Después de algún tiempo empleado en gestionar en las ligas menores y los equipos regionales en su país natal, se hizo cargo de varios equipos sub-17 y Sub-20 de Colombia.
En Colombia dirigió a nivel profesional en Once Caldas (de 1992 a 1994), Junior (de 1995 a 1996), Independiente Medellín (de 1996 a 1997), Deportes Tolima (en 1998), Deportes Quindío (en 1999) y Deportivo Pasto (en 2000); en 1995 logró el título del campeonato colombiano dirigiendo al Junior de Barranquilla. Luego en 2001, pasó a dirigir al Deportivo Táchira de la Primera División Venezolana, supliendo en el cargo al entrenador uruguayo Walter Roque.
Llegó a Costa Rica en 2002, y entrenó a Municipal Pérez Zeledón por tres años, donde ganó el Campeonato Apertura de primera división de Costa Rica en 2004 contra todo pronóstico. En 2005 fue firmado por el Brujas F.C., luego en 2007 por la Liga Deportiva Alajuelense y finalmente en 2008 por el club Liberia Mía. Después fue designado como Director Técnico del Puntarenas Fútbol Club hasta finales de 2009.
A finales de 2009 llegó para dirigir al Club Deportivo Olimpia, uno de los equipos más populares de Honduras, con el cual logró el título de la Liga Nacional de Honduras en el Torneo Clausura 2009-2010. En la Concacaf Liga Campeones 2010-11, el profesor Restrepo logró clasificar al Olimpia a los cuartos de final por encima de Toluca de México, Puerto Rico Islanders de Puerto Rico y FAS de El Salvador. En los cuartos de final enfrentó a su archirrival a nivel centroamericano Saprissa, con el cual cayó derrotado con un resultado global de 3-1. En la décima fecha del Clausura 2011 renunció al cargo. Posteriormente, regresó a Costa Rica dónde dirigió nuevamente al Municipal Pérez Zeledón hasta final de 2011.
En el año 2012 fue designado como Director Técnico de la Selección Colombia Sub-20. El 3 de febrero de 2013 se corona campeón del Sudamericano Sub-20 de 2013 con la Selección de fútbol sub-20 de Colombia. Igualmente clasificándola al Mundial Sub-20 de 2013 en Turquía, en el cual la selección fue eliminada en octavos de final pero teniendo a una gran cantidad de sus jugadores reconocidos como los más destacados del torneo, tales como Juan Fernando Quintero y John Córdoba. Previamente dirigió en el Torneo Esperanzas de Toulon de 2013, en donde sus dirigidos terminaron subcampeones tras perder frente a Brasil. En los juegos bolivarianos de ese mismo año, gana el torneo masculino de fútbol bolivariano con la selección sub-18 de Colombia.
En mayo de 2014 dirigió a Colombia en el Torneo Esperanzas de Toulon de 2014. Su equipo integraría el Grupo B junto a las Sub-20 de Brasil, Inglaterra, Corea del Sur y Catar. En el primer partido su equipo perdió ante Brasil (1-2), luego perdió con Corea del Sur (0-1) y empató con Catar e Inglaterra (1-1). Quedando así eliminados en la primera ronda con 2 puntos y en el penúltimo lugar del grupo. Meses después se anunció que la Selección de fútbol de Honduras estaría interesada en los servicios del técnico colombiano.

## Clubes

### Como asistente técnico
| Equipo             | País     | Período     | Asistente de         |
| ------------------ | -------- | ----------- | -------------------- |
| Selección Sub-20   | Colombia | 1988 - 1991 | Juan José Peláez     |
| Selección Absoluta | Colombia | 2016        | José Néstor Pékerman |
| Atlético Nacional  | Colombia | 2022        | Alejandro Restrepo   |
| Atlético Nacional  | Colombia | 2022        | Hernán Darío Herrera |
| Atlético Nacional  | Colombia | 2022        | Pedro Sarmiento      |

### Como entrenador
Datos hasta el último partido dirigido el 17 de mayo de 2023
| Once Caldas            | Colombia          | Septiembre de 1992 | Diciembre de 1994  | 120         | 40          | 45          | 35          | 45.83%      |
| Junior                 | Colombia          | Enero de 1995      | Marzo de 1996      | 60          | 31          | 16          | 13          | 60.56%      |
| Independiente Medellín | Colombia          | Mayo de 1996       | Mayo de 1997       | 46          | 18          | 16          | 12          | 50.72%      |
| Deportes Tolima        | Colombia          | Enero de 1998      | Noviembre de 1998  | 50          | 12          | 20          | 18          | 37.33%      |
| Deportes Quindío       | Colombia          | 1999               | 1999               | Desconocido | Desconocido | Desconocido | Desconocido | Desconocido |
| Deportivo Pasto        | Colombia          | Enero de 2000      | Abril de 2000      | 13          | 4           | 1           | 8           | 33.33%      |
| Deportivo Táchira      | Venezuela         | 2001               | 2001               | Desconocido | Desconocido | Desconocido | Desconocido | Desconocido |
| Nacional Táchira       | Venezuela         | 2001               | 2001               | Desconocido | Desconocido | Desconocido | Desconocido | Desconocido |
| Deportivo Pereira      | Colombia          | 2002               | 2002               | Desconocido | Desconocido | Desconocido | Desconocido | Desconocido |
| Pérez Zeledón          | Costa Rica        | Septiembre de 2002 | Junio de 2005      | 109         | 38          | 33          | 38          | 44.95%      |
| Brujas                 | Costa Rica        | Julio de 2005      | Julio de 2007      | 64          | 27          | 19          | 18          | 52.09%      |
| Alajuelense            | Costa Rica        | Julio de 2007      | Noviembre de 2007  | 13          | 6           | 5           | 2           | 58.97%      |
| Liberia Mía            | Costa Rica        | Enero de 2008      | Junio de 2008      | 16          | 5           | 6           | 5           | 43.75%      |
| Pérez Zeledón          | Costa Rica        | Julio de 2008      | Junio de 2009      | 32          | 13          | 10          | 9           | 51.05%      |
| Puntarenas             | Costa Rica        | Julio de 2009      | Noviembre de 2009  | 22          | 7           | 7           | 8           | 42.43%      |
| Olimpia                | Honduras          | Enero de 2010      | Marzo de 2011      | 61          | 25          | 22          | 14          | 53%         |
| Pérez Zeledón          | Costa Rica        | Julio de 2011      | Noviembre de 2011  | 17          | 6           | 5           | 6           | 45.09%      |
| Colombia Sub-20        | Colombia          | Febrero de 2012    | Febrero de 2017    | 52          | 23          | 13          | 16          | 52.56%      |
| Colombia Sub-23        | Colombia          | Febrero de 2015    | Febrero de 2017    | 12          | 5           | 6           | 1           | 58.34%      |
| Olimpia                | Honduras          | Julio de 2017      | Marzo de 2018      | 41          | 21          | 12          | 8           | 60.98%      |
| Real España            | Honduras          | Enero de 2019      | Mayo de 2019       | 20          | 7           | 7           | 6           | 46.67%      |
| AD San Carlos          | Costa Rica        | Marzo de 2020      | Septiembre de 2020 | 16          | 4           | 3           | 6           | 31.25%      |
| Jaguares de Córdoba    | Colombia          | Enero de 2023      | Mayo de 2023       | 26          | 8           | 8           | 10          | 41.03%      |
| Consolidado total      | Consolidado total | Consolidado total  | Consolidado total  | 764         | 292         | 246         | 223         | 48.95%      |

## Palmarés

### Campeonatos nacionales
| Título           | Equipo        | País       | Año  |
| ---------------- | ------------- | ---------- | ---- |
| Primera División | Junior        | Colombia   | 1995 |
| Torneo Apertura  | Pérez Zeledón | Costa Rica | 2004 |
| Torneo Clausura  | Olimpia       | Honduras   | 2010 |

### Campeonatos internacionales
| Título                  | Equipo                    | Sede     | Año  |
| ----------------------- | ------------------------- | -------- | ---- |
| Campeonato Sudamericano | Selección Colombia Sub-20 | Mendoza  | 2013 |
| en Juegos Bolivarianos  | Selección Colombia Sub-18 | Trujillo | 2013 |
| Liga Concacaf           | Olimpia                   | San José | 2017 |

### Campeonatos internacionales amistosos
| Título                                    | Equipo                    | Sede           | Año  |
| ----------------------------------------- | ------------------------- | -------------- | ---- |
| Copa William Saab                         | Selección Colombia Sub-20 | Puerto La Cruz | 2012 |
| Torneo 4 Naciones Sub-20                  | Selección Colombia Sub-20 | Santiago       | 2014 |
| Copa SBS                                  | Selección Colombia Sub-20 | Shizuoka       | 2014 |
| Copa 90 Años Liga de Fútbol del Atlántico | Selección Colombia Sub-20 | Barranquilla   | 2014 |
| CFA International Tournament Sub-23       | Selección Colombia Sub-23 | Wuhan          | 2015 |